# Maroskoppánd
Maroskoppánd (románul Copand) falu Romániában, Erdélyben, Fehér megyében.

## Fekvése
Marosújlaktól északkeletre, a Maros folyó bal partján, Maroskáptalan és Maroscsúcs közt fekvő település.

## Története
Maroskoppánd Árpád-kori település. Nevét 1285-ben említette először oklevél Coppan néven.
1286-ban Coppantelke, 1291-ben Cuppan, 1301-ben Koppan néven írták.
Koppan első birtokosa örökös nélkül halt el, s birtoka a királyra szállt, IV. Béla király a birtokot a Kökényes-Radnót nemzetség tagjainak adta.
1285-ben Imre mester a Kökényes-Radnót nemzetségből az ő részét malomhellyel, halastóval és a mellette fekvő Ivánkatelkével együtt az erdélyi káptalanra hagyta.
Adományát később megújította azzal, hogy e részt elválasztja testvére, Mykud bán itteni birtokától.
1301-ben a káptalan falujaként volt említve.
1705-ben Kopand, 1808-ban Koppánd (Maros-aliis Magyar).
A 20. század elején Alsó-Fehér vármegye Marosújvári járásához tartozott.
1910-ben 368 lakosa volt, melyből 177 fő magyar, 181 román volt. A népességből 187 fő görögkatolikus, 171 református, 7 izraelita volt.
1974-ben Marosnagylak községhez tartozott, azóta is része.
A 2002-es népszámláláskor 197 lakosa közül 114 fő (57,9%) román, 83 fő (42,1%) magyar nemzetiségű volt.

## Látnivalók
- 1803-ban épült ortodox fatemplom
- A 17. század táján épült református temploma.[2]

## Források

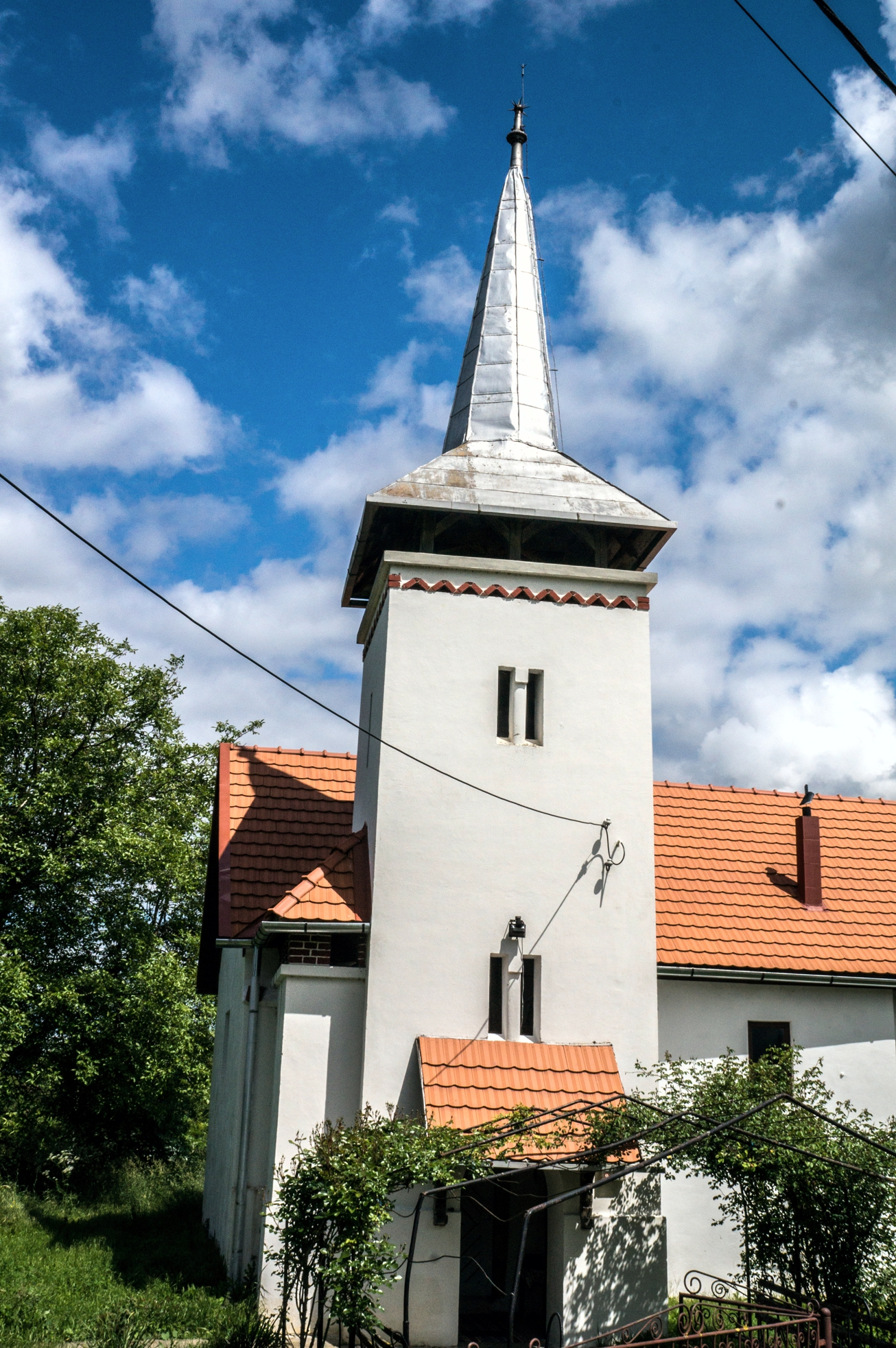
Református templom